# Hannu-Pekka Björkman

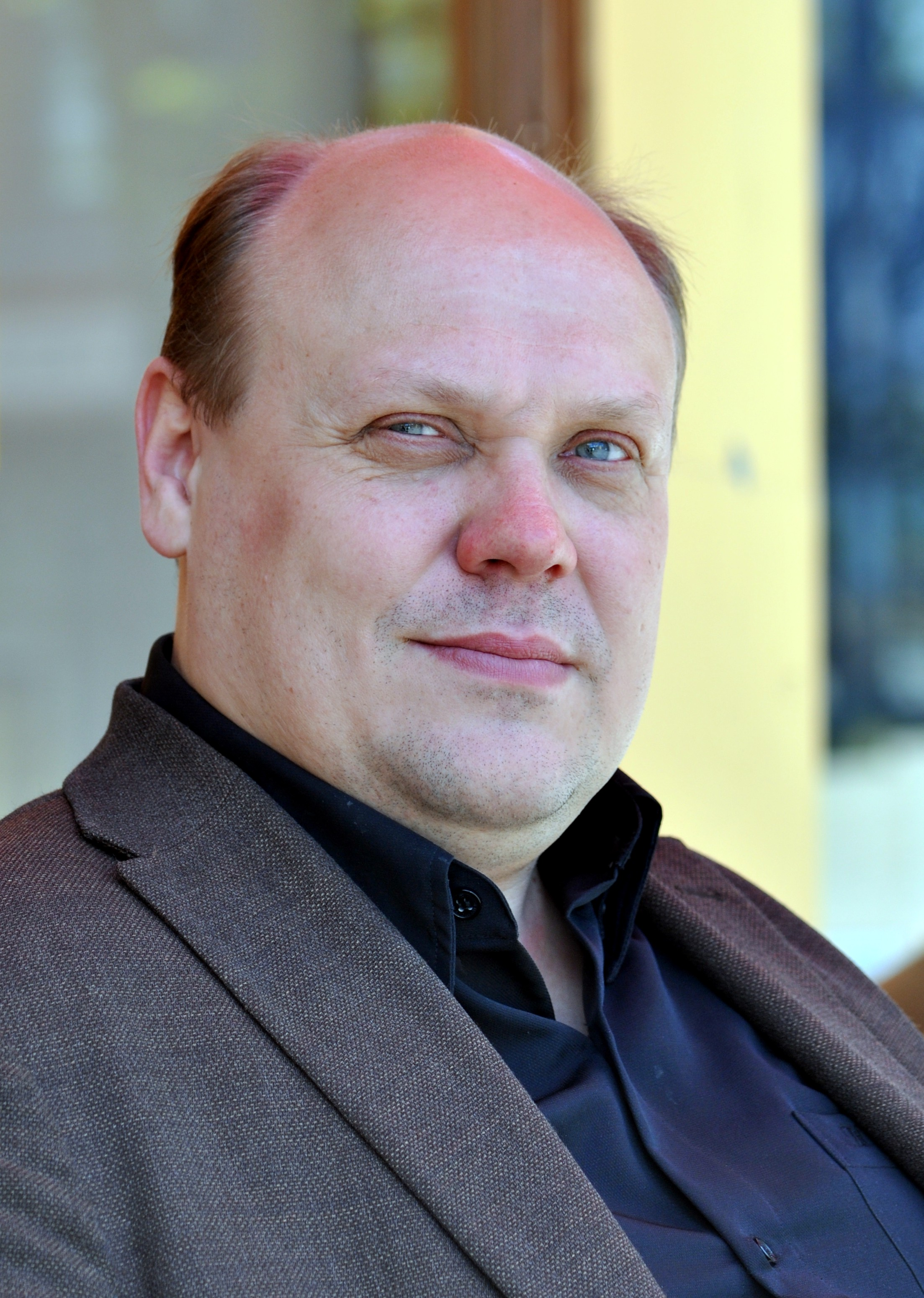
Hannu-Pekka Björkman in 2009

Hannu-Pekka Juhani Björkman (Jyväskylä, 11 februari 1969) is een Finse acteur. Björkman speelde in films als De levenden en de doden en De opleving.  Hij sprak ook de originele stem van Julius in Niko en de Vliegende Brigade in.
Björkman kreeg in 2005 de prijs voor beste acteur De levenden en de doden. Björkman is getrouwd met actrice Minna Haapkylä. Ze hebben twee zonen, Eliel (geboren in 2004) en Lucas (geboren in 2008).
- Bibsys: 11021313
- Biblioteca Nacional de España: XX5023608
- Bibliothèque nationale de France: cb159484337 (data)
- Gemeinsame Normdatei: 1063211859
- International Standard Name Identifier: 0000 0001 2097 8741
- Library of Congress Control Number: no2012114416
- Système universitaire de documentation: 175351589
- Virtual International Authority File: 160474151
- WorldCat: E39PBJkXrVCDJ3kx6q4m4j7yh3